# Polypsecadium
Polypsecadium é um género botânico pertencente à família Brassicaceae.